# Olof Groot
Olof Groot, född 1692, död 19 maj 1783, var en svensk rådman, riksdagsledamot och politiker.

## Biografi
Olof Groot föddes 1692. Han var son till borgmästaren Abraham Groot och Elisabet Björling i Säters stad. Groot arbetade som rådman i Säter. Han avled 1783.
Groot var riksdagsledamot för borgarståndet i Säter vid riksdagen 1740–1741.